# Provinz Assa-Zag

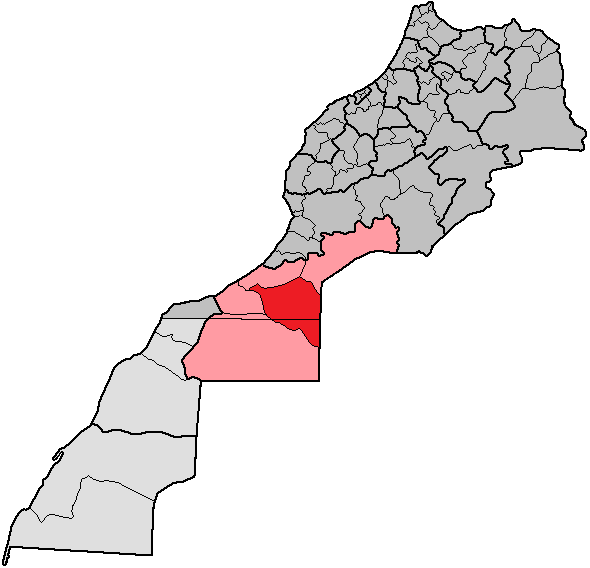
Provinz Assa-Zag in der Region Guelmim-Es Semara

Assa-Zag (arabisch إقليم آسا - الزاك; Zentralatlas-Tamazight ⵜⴰⵙⴳⴰ ⵏ ⴰⵙⵙⴰ-ⴰⵥⴰⴳ Tasga n Assa-Aẓag) ist eine Provinz in Marokko. Sie gehört seit der Verwaltungsreform von 2015 zur Region Guelmim-Oued Noun (davor zu Guelmim-Es Semara) und liegt im äußersten Süden des Landes, an der Grenze zu Algerien und greift auf das Gebiet der Westsahara über. Die 20.645 km² große und in weiten Teilen wüstenartige Provinz hat insgesamt nur 44.124 Einwohner (2014).

## Orte
| Gemeinde        | Einwohner (1994) | Einwohner (2004) | Einwohner (2014) |
| --------------- | ---------------- | ---------------- | ---------------- |
| Assa            | 8316             | 12.905           | 14.570           |
| Touizgui        | 5463             | 4177             | 5022             |
| Zag             | 2759             | 12.653           | 12.763           |
| Aouint Yghomane | 2081             | 2004             | 3042             |
| Aouint Lahna    | 1394             | 2234             | 2391             |
| Al Mahbass      | 1193             | 7331             | 4208             |
| Labouirat       | 635              | 2231             | 2128             |